# Oncotylus viridiflavus
Oncotylus viridiflavus is een wants uit de familie van de blindwantsen (Miridae). De soort werd het eerst wetenschappelijk beschreven door Johann August Ephraim Goeze in 1778.

## Uiterlijk
De geelgroene of grijsgroene, langwerpig ovale wants is macropteer (langvleugelig) en kan 6,5 tot 7,5 mm lang worden. De grijsgroene voorvleugels hebben zwarte haartjes en groene aders over het midden. De uiteinden van het verharde deel van de vleugels (cuneus) is aan de buitenrand lichter. Het doorzichtige deel van de vleugels is grijsbruin met lichte aders. Het scutellum is groen met zwarte zijranden. De voor en achterkant van het halsschild heeft een zwarte streep bij de voorkant en achterkant. De lichte kop heeft een zwarte vlek in het midden zwarte met stipjes er omheen. De geelgroene tot bruine antennes hebben zwarte vlekjes op het eerste antennesegment. De dijen van de groene pootjes hebben bruine putjes en de schenen hebben zwarte stekeltjes. De tarsi zijn zwart.

## Leefwijze
De soort leeft in wegbermen en dijkhellingen, uitsluitend op knoopkruid (Centaurea jacea) en overwintert als eitje. Er is een enkele generatie die volwassen is van juli tot augustus.

## Leefgebied
De soort werd in Nederland sinds 1960 een hele tijd niet meer waargenomen maar is recent (sinds 2019) weer in zuid Limburg gevonden. Het verspreidingsgebied is Palearctisch, van Europa tot China in Azië.